# Heltah Skeltah
Heltah Skeltah foi uma dupla de rappers americanos formada pelos rappers Rock (Jahmal Bush) e Ruck (Sean Price). Os dois eram membros do supergrupo de Nova Iorque Boot Camp Clik, junto com Buckshot, Smif-N-Wessun e O.G.C.

## Biografia
Heltah Skeltah estreou no álbum Dah Shinin', de Smif-N-Wessun, em 1995, aparecendo nas faixas "Wontime", "Cession at da Doghillee" e "Let's Git It On". Mais tarde, em 1995, eles se juntaram aos outros membros do Boot Camp Clik, O.G.C., para formar o grupo The Fab 5 (outra referência aos Beatles), e lançaram o hit single "Leflaur Leflah Eshkoshka". De todos os membros do The Fab 5, Rock e Sean Price foram os que receberam mais atenção, devido a sua química e carisma. A dupla lançou seu antecipado álbum de estreia, Nocturnal, em Junho de 1996, que incluia "Leflah", além dos singles "Operation Lock Down" e "Therapy". O álbum vendeu mais de 250.000 cópias nos Estados Unidos e se tornou um clássico do Hip-Hop underground. A dupla lançou um álbum com o Boot Camp Clik em 1997, depois retornou no ano seguinte com seu segundo álbum de estúdio, Magnum Force. O primeiro single do álbum, "I Ain't Havin' That" (feito com um sample da faixa "Hot Sex" de A Tribe Called Quest e com o refrão de "Pick It Up" de Redman) fez sucesso na Billboard Hot 100. Apesar do sucesso do single, o álbum foi criticado devido ao seu conteúdo mais leve. Price e Ruck pareciam estar desiludidos com as vendas baixas, e se separaram logo após o lançamento de Magnum Force. Rock começou a ter problemas com a Duck Down Records e saiu da gravadora, assinando com a Lethal Records, de DJ Lethal. Ele planejava lançar um álbum intitulado Planet Rock, mas a gravadora fechou e o álbum desapareceu. Sean Price continuou com o Camp para o segundo álbum The Chosen Few em 2002. Os Heltah Skeltah se reuniram em 2005, com aparições no álbum solo de Price, Monkey Barz e no álbum Smif 'N' Wessun: Reloaded. A dupla continuou o trabalho com o Boot Camp para o seu terceiro álbum em conjunto, The Last Stand, lançado em Julho de 2006. Em 2007, Heltah Skeltah teve uma de suas faixas na mixtape Official Joints, uma coletânea de músicas de rappers nova iorquinos até então jamais lançadas. A dupla lançou seu terceiro álbum de estúdio, D.I.R.T. (Da Incredible Rap Team), em 30 de Setembro de 2008. Sean Price faleceu enquanto dormia em 8 de Agosto de 2015. Ele tinha 43 anos.

## Discografia
| Ano  | Álbum        | Posição nas paradas musicais da Billboard | Posição nas paradas musicais da Billboard | Posição nas paradas musicais da Billboard |
| Ano  | Álbum        | US                                        | R&B/Hip-Hop                               |                                           |
| ---- | ------------ | ----------------------------------------- | ----------------------------------------- | ----------------------------------------- |
| 1996 | Nocturnal    | 35                                        | 5                                         |                                           |
| 1998 | Magnum Force | 34                                        | 8                                         |                                           |
| 2008 | D.I.R.T.     | 122                                       | 35                                        |                                           |

### Singles
- 1996: Leflaur Leflah Eshkoshka (com O.G.C.) / Letha Brainz Blo
- 1996: Operation Lock Down / Da Wiggy
- 1996: Therapy (com Vinia Mojica) / Place to Be
- 1998: I Ain't Havin That (com Starang Wondah) / Worldwide (Rock the World)
- 1998: Brownsville II Long Beach (com Tha Dogg Pound) / Gunz 'N Onez (Iz U Wit Me) (com Method Man)
- 2008: Everything Is Helthah Skeltah (com The Loudmouf Choir)
- 2008: Ruck n Roll